# Mokro, Šavnik
Mokro este un sat din comuna Šavnik, Muntenegru. Conform datelor de la recensământul din 2003, localitatea are 89 de locuitori (la recensământul din 1991 erau 93 de locuitori).

## Demografie
În satul Mokro locuiesc 76 de persoane adulte, iar vârsta medie a populației este de 42,6 de ani (37,4 la bărbați și 48,4 la femei). În localitate sunt 31 de gospodării, iar numărul mediu de membri în gospodărie este de 2,87.
Această localitate este populată majoritar de sârbi (conform recensământului din 2003).
|  |

| Demografie | Demografie | Demografie |
| An         | Locuitori  | Locuitori  |
| ---------- | ---------- | ---------- |
|            |            |            |
|            |            |            |
|            |            |            |
|            |            |            |
| 1948       | 281        |            |
| 1953       | 274        |            |
| 1961       | 261        |            |
| 1971       | 258        |            |
| 1981       | 190        |            |
| 1991       | 93         | 93         |
| 2003       | 89         | 89         |

| \| Componența etnică conform recensământului din 2003[2] \| Componența etnică conform recensământului din 2003[2] \| Componența etnică conform recensământului din 2003[2] \| Componența etnică conform recensământului din 2003[2] \| Componența etnică conform recensământului din 2003[2] \| \| ----------------------------------------------------- \| ----------------------------------------------------- \| ----------------------------------------------------- \| ----------------------------------------------------- \| ----------------------------------------------------- \| \| \| \| \| \| \| \| Sârbi \| Sârbi \| \| 61 \| 68,53% \| \| Muntenegreni \| Muntenegreni \| \| 28 \| 31,46% \| \| necunoscută \| necunoscută \| \| 0 \| 0% \| |              |  |    |        |
| Componența etnică conform recensământului din 2003 |              |  |    |        |
| |              |  |    |        |
| Sârbi | Sârbi        |  | 61 | 68,53% |
| Muntenegreni | Muntenegreni |  | 28 | 31,46% |
| necunoscută | necunoscută  |  | 0  | 0%     |